# Gorniki Vivodinski
 Gorniki Vivodinski  falu Horvátországban, a Károlyváros megyében. Közigazgatásilag Ozalyhoz tartozik.

## Fekvése
Károlyvárostól 21 km-re, községközpontjától 6 km-re északnyugatra fekszik.

## Története
A falunak 1857-ben 67, 1910-ben 87 lakosa volt. A trianoni békeszerződésig Zágráb vármegye Jaskai járásához tartozott. 2011-ben 34 lakosa volt. Nevének utótagját az alapján kapta, hogy a vivodinai Szent Lőrinc plébániához tartozik.

## Lakosság
| Lakosság változása | Lakosság változása | Lakosság változása | Lakosság változása | Lakosság változása | Lakosság változása | Lakosság változása | Lakosság változása | Lakosság változása | Lakosság változása | Lakosság változása | Lakosság változása | Lakosság változása | Lakosság változása | Lakosság változása | Lakosság változása |
| ------------------ | ------------------ | ------------------ | ------------------ | ------------------ | ------------------ | ------------------ | ------------------ | ------------------ | ------------------ | ------------------ | ------------------ | ------------------ | ------------------ | ------------------ | ------------------ |
| 1857               | 1869               | 1880               | 1890               | 1900               | 1910               | 1921               | 1931               | 1948               | 1953               | 1961               | 1971               | 1981               | 1991               | 2001               | 2011               |
| 67                 | 80                 | 93                 | 100                | 91                 | 87                 | 89                 | 104                | 94                 | 87                 | 82                 | 68                 | 59                 | 57                 | 47                 | 34                 |